# レバノンの国旗
レバノンの国旗（レバノンのこっき）は、赤・白・赤の横三色旗。白の幅は赤の二倍（1:2:1）。中央には旧約聖書に記述があることなどで知られているレバノンスギが描かれている。1943年の独立時に制定された。
かつてはレバノンスギの幹や枝は茶色で彩色されていたが、1990年代初めから緑一色のシルエットに変更された。

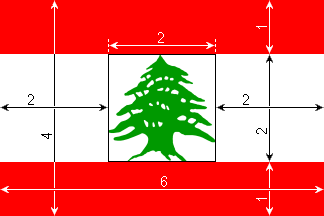
構成図

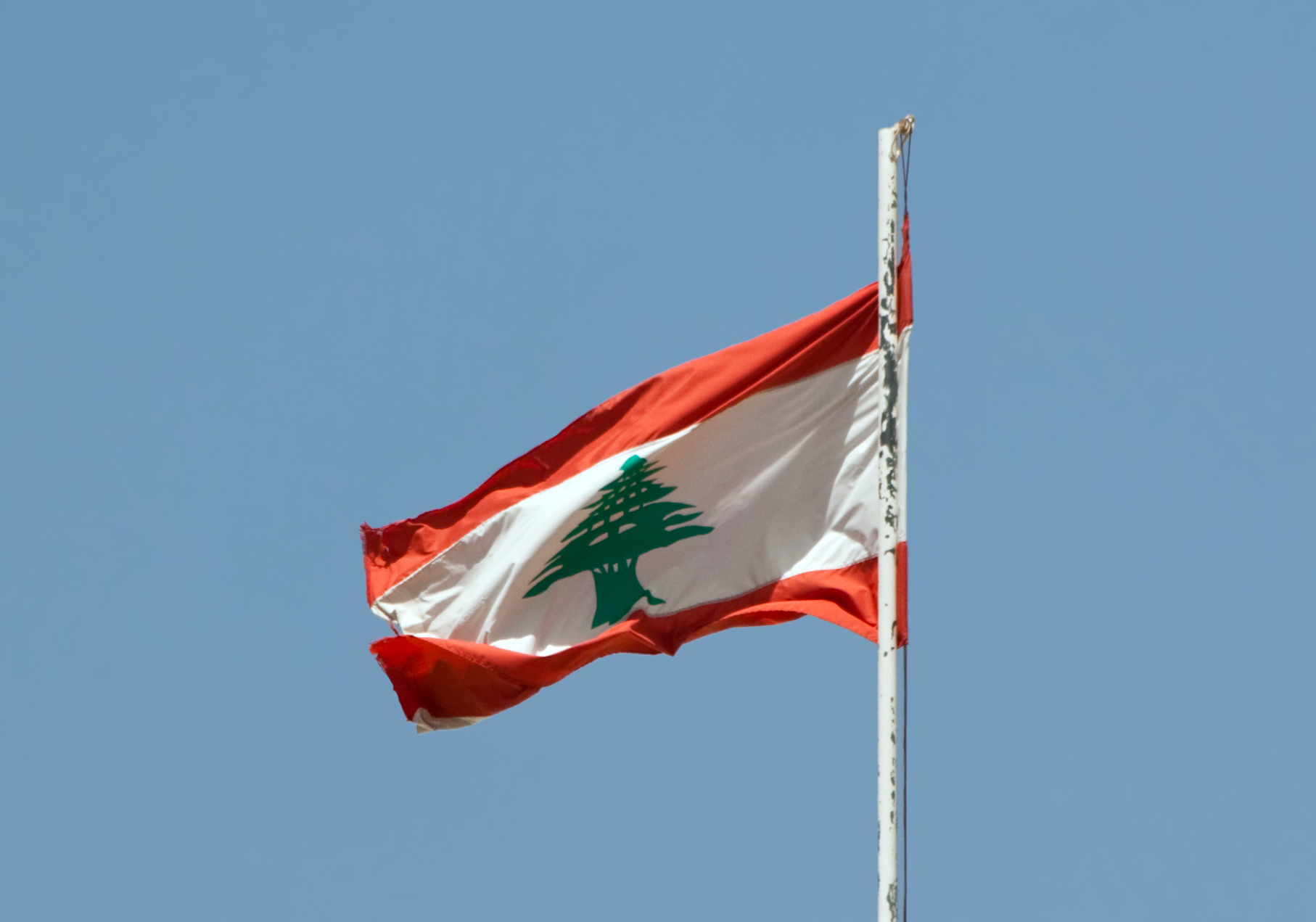
ベイト・エッディーンに掲揚されている国旗

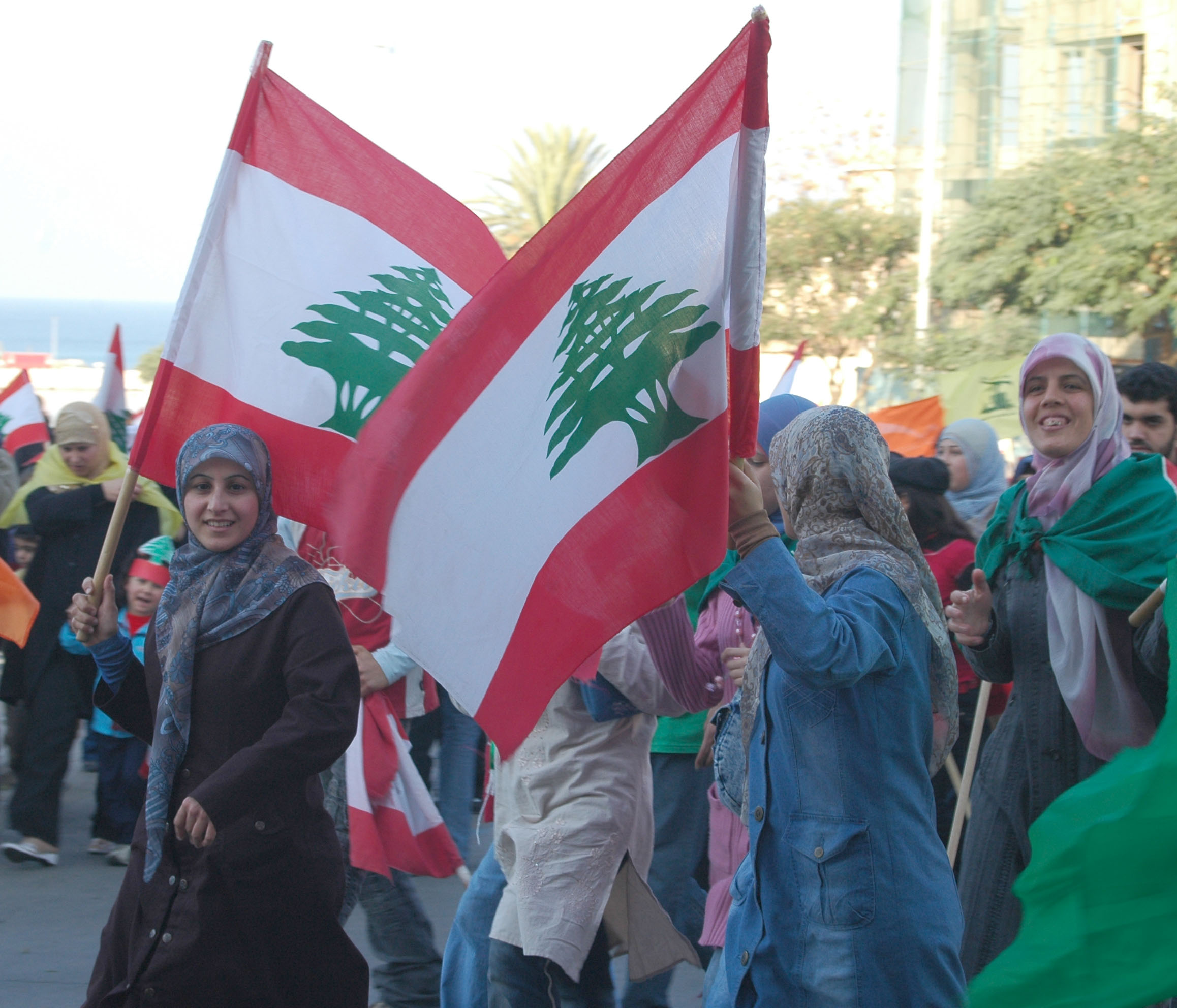
デモで国旗が掲揚される様子。描かれたレバノン杉のデザインは正式なものとは微妙に異なっている。

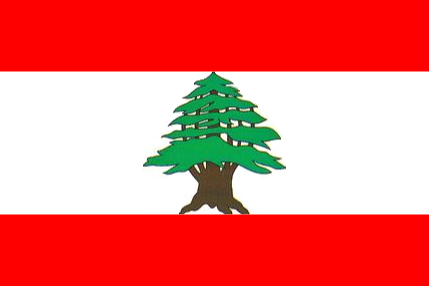
商船旗

## 歴史的な旗

### 古代の旗

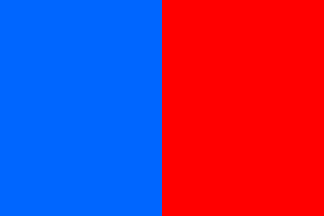
?紀元前3000年 – 西暦200年の旗
?西暦200年– 西暦400年の旗
?660年-750年の旗
?750年–1258年の旗
?1099年–1291年の旗

### 中世十字軍時代の旗

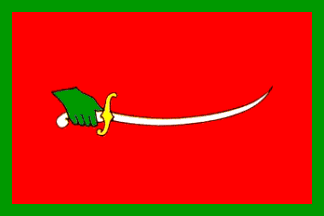
?十字軍時代の旗
?十字軍時代の旗
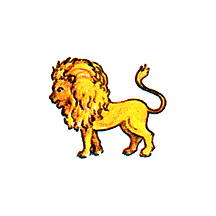
?十字軍時代の旗

?1119–1697年の旗
?1250年の旗
?1250–1517年の旗

### 近代の旗

?1697年-1842年の旗
?1842-1920年の国旗
?フランス委任統治領シリア時代のレバノンの旗
?フランス委任統治領シリア時代のレバノンの旗（別の仕様）
?フランス委任統治領シリア時代のレバノンの旗（別の仕様）
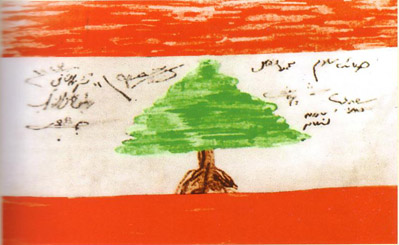
?1943年の独立宣言時に壁に描かれた国旗
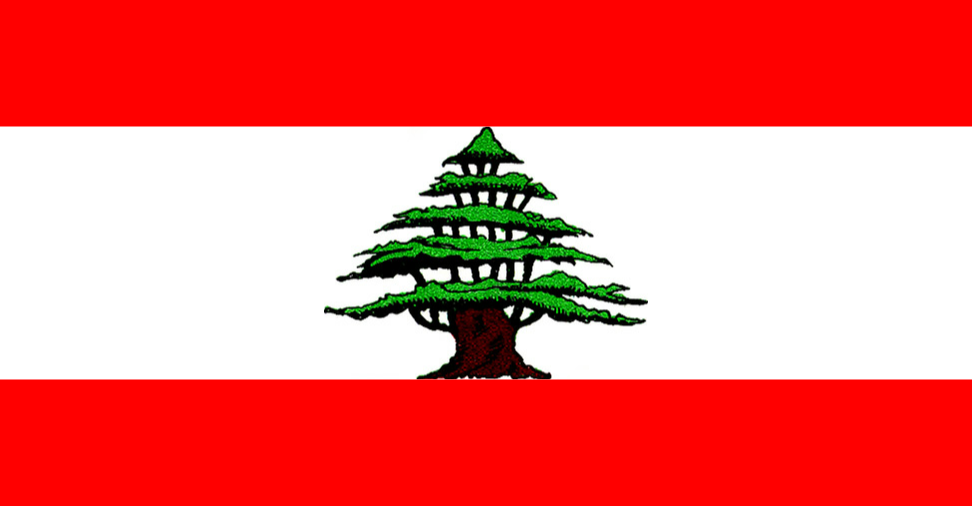
?1990年代初めまで使用された、幹と枝が茶色の国旗